# Henri Laaksonen
Henri Laaksonen (Lohja, 31 marzo 1992) è un tennista finlandese naturalizzato svizzero.

## Biografia
Ha rappresentato il Paese d'origine fino al 2011, anno in cui ha optato per i colori svizzeri. Ha vinto diversi titoli in singolare e in doppio nei circuiti minori. Nel febbraio del 2022 ha raggiunto la 84ª posizione del ranking mondiale in singolare, mentre in doppio non è andato oltre il 191º posto del dicembre 2018. Ha esordito nella squadra finlandese di Coppa Davis nel 2009 e in quella svizzera nel 2013.

## Statistiche
Aggiornate al 13 novembre 2022.

### Tornei minori

#### Singolare

##### Vittorie (8)
| Challengers (6) |
| Futures (2)     |

| N. | Data              | Torneo                                 | Superficie  | Avversario in finale | Punteggio           |
| 1. | 21 novembre 2015  | Champaign-Urbana Challenger, Champaign | Cemento (i) | Taylor Fritz         | 4-6, 6-2, 6-2       |
| 2. | 12 settembre 2016 | Shanghai Challenger, Shanghai          | Cemento     | Jason Jung           | 6-3, 6-3            |
| 3. | 19 novembre 2016  | Champaign-Urbana Challenger, Champaign | Cemento (i) | Ruben Bemelmans      | 7-5, 6-3            |
| 4. | 17 febbraio 2019  | Bangkok Challenger, Bangkok            | Cemento     | Dudi Sela            | 6-2, 6-4            |
| 5. | 12 maggio 2019    | Garden Open, Roma                      | Terra rossa | Gian Marco Moroni    | 6(2)–7, 7–6(2), 6-2 |
| 6. | 3 ottobre 2021    | Open d'Orléans, Orléans                | Cemento (i) | Dennis Novak         | 6-1, 2-6, 6-2       |

#### Sconfitte in finale (10)
| Challengers (4) |
| Futures (6)     |

| N. | Data             | Torneo                                         | Superficie  | Avversario in finale | Punteggio        |
| 1. | 5 agosto 2018    | Chengdu Challenger, Chengdu                    | Cemento     | Zhang Ze             | 6-2, 2-5 rit.    |
| 2. | 11 luglio 2021   | Braunschweig Open, Braunschweig                | Terra rossa | Daniel Altmaier      | 1-6, 2-6         |
| 3. | 23 ottobre 2022  | Hamburg Challenger, Amburgo                    | Cemento (i) | Alexander Ritschard  | 5-7, 5-6 rit.    |
| 4. | 13 novembre 2022 | Open International de tennis de Roanne, Roanne | Cemento (i) | Hugo Gaston          | 7–6(6), 5-7, 1-6 |

#### Doppio

##### Vittorie (4)
| Challengers (2) |
| Futures (2)     |

| N. | Data            | Torneo                                                | Superficie  | Compagno         | Avversari in finale               | Punteggio |
| 1. | 13 luglio 2018  | Båstad Challenger, Båstad                             | Terra rossa | Harri Heliövaara | Zdeněk Kolář Gonçalo Oliveira     | 6-4, 6-3  |
| 2. | 3 novembre 2018 | Charlottesville Men's Pro Challenger, Charlottesville | Cemento (i) | Harri Heliövaara | Toshihide Matsui Frederik Nielsen | 6-3, 6-4  |

##### Sconfitte in finale (8)
| Challengers (3) |
| Futures (5)     |

| N. | Data            | Torneo                          | Superficie  | Compagno         | Avversari in finale                    | Punteggio        |
| 1. | 22 agosto 2009  | Geneva Open Challenger, Ginevra | Terra rossa | Philipp Oswald   | Diego Álvarez Juan-Martín Aranguren    | 4-6, 6-4, [2-10] |
| 2. | 7 luglio 2018   | Marburg Open, Marburgo          | Terra rossa | Luca Margaroli   | Fabrício Neis David Vega Hernández     | 6-4, 4-6, [8-10] |
| 3. | 13 ottobre 2018 | Fairfield Challenger, Fairfield | Cemento     | Harri Heliövaara | Sanchai Ratiwatana Christopher Rungkat | 0-6, 6(9)–7      |